# 4-та дивізія протиповітряної оборони (РФ)
4-та дивізія ППО імені Героя Радянського Союзу генерал-лейтенанта Б. П. Кірпікова, в/ч 52116, входить до складу 1-ї армії ППО-ПРО. Штаб розташовується у місті Долгопрудний.

## Історія
13 червня 1953, на підставі Директиви заступника міністра оборони СРСР № 1573339 формується управління 3-го сектора навчально-тренувальної частини. 1 грудня 1953 року Директивою Генерального штабу 3-му сектору присвоюється найменування 10-й корпус навчально-тренувальної частини — 2 з умовним найменуванням Військова частина 52116.
15 липня 1955 на підставі наказу міністра оборони СРСР з'єднання перейменовується на 10-й корпус протиповітряної оборони особливого призначення.
01 червня 1988 році корпус перейменовано на 88-му дивізію ППО.
01 жовтня 1994 року перейменовано на 95-ту бригаду ППО.
01 жовтня 1995 року бригада перейменована на 88-му дивізію ППО.
01 травня 1998 року дивізія перейменована на 108-му бригаду ППО.
1 червня (липня) 2001 року бригада перейменована на 37-му дивізію ППО.
У 2009 році дивізія перейменована на 4-ту бригаду ППО.
З 1 грудня 2014 года 4-та бригада ППО переформована на 4-ту дивізію ППО.
1 серпня 2015 дивізія увійшла до складу сформованої 1-ї армії протиповітряної і протиракетної оборони (особливого призначення).

## Склад

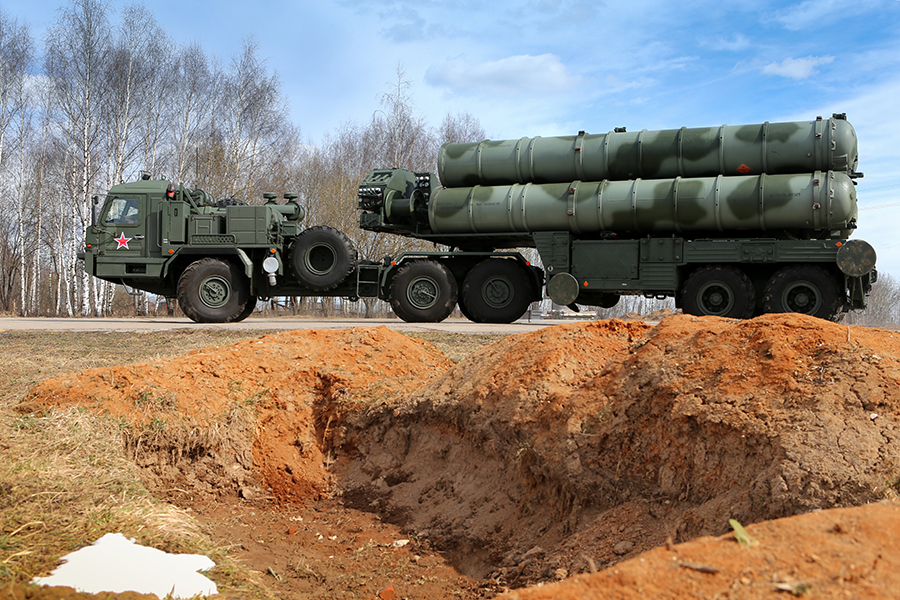
ЗРК С-400 4-ї дивізії ППО

- 93-й гвардійський зенітний ракетний Червонопрапорний полк — військова частина 51916 (сельце Фуньково, Одинцовський район Московської області). С-400
- 210-й зенітний ракетний ордена Червоної Зірки полк — військова частина 51890 (сельце Дубровка, Дмитровський район Московської області). С-400[4][5]
- 584-й гвардійський зенітний ракетний полк — військова частина 62845 (сельце Мар'їно, Солнечногорський район Московської області).
- 612-й гвардійський зенітний ракетний Київський тричі Червонопрапорний орденів Олександра Суворова і Богдана Хмельницького полк — військова частина 92925 (сельце Глаголєва, Наро-Фомінський район Московської області)
- 25-й радіотехнічний полк — військова частина 86655 (сельце Нестерово, Рузький район Московської області).

## Командири
10 корпус ППО (ОсП)
- генерал-майор Саприкін, Дмитро Григорович (02.09.1953-23.01.1959)
- генерал-майор Діанов, Петро Вікентійович (23.01.1959-21.03.1963)
- генерал-майор Журав, Михайло Адамович (21.03.1963-22.07.1965)
- генерал-майор Кірпіков, Борис Петрович (22.07.1965-28.02.1975)
- генерал-майор Шпаков, Микола Петрович (17.03.1975-23.09.1978)
- генерал-майор Базанов, Веніамін Григорович (23.09.1978-14.05.1980)
- генерал-майор Захаров, Володимир Васильович (1980—1981 р м -)
- генерал-лейтенант Фомін, Микола Іванович (01.02.1981-18.01.1986)
- генерал-майор Горлов, Владислав Вікторович (18.01.1986-11.06.1988)

88 дивізії ППО
- полковник Рулевскій, Юрій Георгійович (11.06.1988-29.07.1989)
- генерал-майор Рябчун, Василь Михайлович .29.07.1989-24.06.1991)
- генерал-майор Левін, Володимир Васильович .24.06.1991-23.06.1993)
- генерал-майор Прокопенко, Віктор Костянтинович .23.06.1993-20.06.1996)
- генерал-майор Анісімов, Віталій Леонідович (20.06.1996-24.12.1997)
- полковник Мелешенко, Володимир Степанович (24.12.1997-03.12.2000)

37 дивізія ППО
- генерал-майор Майоров, В'ячеслав Миколайович (03.12.2000-14.06.2005)
- генерал-майор Попов Сергій Володимирович (14.06.2005-08.06.2008)
- полковник Кульчицький, Ігор Йосипович (08.06.2008-02.07.2010)

4 бригада ПКО
- полковник Афзалов, Віктор Мусавіровіч (02.07.2010-20.11.2012)
- полковник Грєхов, Юрій Миколайович (20.11.2012)

4 дивізія ППО
- генерал-майор Варенцов, Валерій Ігорович (11.2012-07.2019)
- полковник Беляцкий Дмитро Михайлович (07.2019-09.2023) [6][7]